# Обоюдное согласие
«Обою́дное согла́сие» — российский сериал-антология режиссёра Валерии Гай Германики в жанре детективной драмы. Производством проекта занималась компания «Медиаслово», главные роли сыграли Светлана Иванова, Андрей Козлов, Фёдор Лавров, Борис Щербаков, Анастасия Стоцкая. Премьерный показ проходил в онлайн-кинотеатре Kion с 18 марта по 15 апреля 2022 года (первый сезон) и с 1 по 25 апреля 2024 года (второй сезон). Сериал получил умеренно одобрительные отзывы критиков. 

## Сюжет
Первый сезон
Действие происходит в провинциальном городке Приморске. Главная героиня — 29-летняя учительница Анна Фёдорова, которая обращается в полицию с заявлением о групповом изнасиловании. По её словам, во время прогулки на яхте её изнасиловали трое мужчин, друзей, принадлежащих к местной элите. Это заявление вызывает бурную реакцию жителей, причём осуждению подвергаются не предполагаемые насильники, а сама учительница. Опытный следователь Нестеренко, готовящийся к выходу на пенсию, берётся за дело Анны, несмотря на сопротивление коллег. Он хочет добиться справедливости и наказать виновных, но сталкивается с серьёзными трудностями. К тому же выясняется, что в прошлом Анна во время работы в московском лицее состояла в близких отношениях со своим учеником и была вынуждена вернуться в родной город, чтобы избежать огласки.
События сериала развиваются параллельно в двух временных плоскостях — в настоящем, где показано расследование, и в прошлом, где показаны события, которые привели учительницу на яхту.
Второй сезон
В городе Озёрске после празднования 20-й годовщины свадьбы убивают успешного предпринимателя и многодетного отца Григория Венишева. Подозрение падает на его жену Марину, нашедшую труп. В ходе расследования выясняется, что за идеальным фасадом семьи Венишевых много лет скрывались абьюзивные отношения. Покойный был настоящим чудовищем, у каждого из супругов были свои секреты.

## Актёры и роли

### В главных ролях
Первый сезон
| Актёр            | Роль                                             |
| ---------------- | ------------------------------------------------ |
| Светлана Иванова | Анна Николаевна Фёдорова учительница             |
| Анна Снаткина    | Катя подруга Ани, жена Антона, сестра Максима    |
| Алла Михеева     | Алина подруга Ани и Кати                         |
| Шамиль Хаматов   | Виктор Доринов                                   |
| Тарас Кузьмин    | Антон Белов работник мэрии, муж Кати             |
| Глеб Бочков      | Максим Чаботаев друг Виктора и Антона, брат Кати |
| Андрей Козлов    | Виктор Иванович Нестеренко следователь           |
| Мария Голубкина  | Анастасия Дмитриевна Смирнова следователь        |

Второй сезон
| Актёр                        | Роль                                                                                 |
| ---------------------------- | ------------------------------------------------------------------------------------ |
| Глафира Тарханова            | Марина Евгеньевна Венишева врач-кардиолог                                            |
| Максим Ползиков              | Григорий Владимирович Венишев муж Марины, основатель и руководитель клиники Венишева |
| Диана Арбенина               | Анна Константиновна Клинских следователь                                             |
| Мария Михалкова-Кончаловская | Женя Венишева дочь Марины и Григория, студентка                                      |
| Валентина Нейморовец         | Тамара Львовна Венишева мать Григория, пенсионерка                                   |
| Иван Габриэль Гаврилов       | Сева Венишев сын Марины и Григория, школьник                                         |
| Глеб Пускепалис              | Никита помощник Анны, оперативник                                                    |
| Елена Ханга                  | Ида Александровна Кузнецова адвокат Марины                                           |

### Остальные
Первый сезон
| Актёр                | Роль                                                           |
| -------------------- | -------------------------------------------------------------- |
| Фёдор Лавров         | Павел Круглов начальник следственного управления               |
| Борис Щербаков       | Андрей Алексеевич Доринов отец Виктора                         |
| Анастасия Стоцкая    | Таня Бортникова журналистка из Москвы                          |
| Александра Ровенских | Зинаида Петровна мать Ани                                      |
| Ольга Лапшина        | Нина Алексеевна Нестеренко жена Виктора Ивановича, учительница |
| Анжела Белянская     | директор школы                                                 |
| Татьяна Збруева      | Тася                                                           |
| Илья Соболев         | муж Таси таксист                                               |
| Фёдор Подчезерцев    | Артём ученик в классе Фёдоровой                                |
| Максим Елистратов    | Рогов ученик в классе Фёдоровой                                |
| Екатерина Кудинская  | Вика любовница Антона                                          |
| Евгений Митта        | адвокат Доринова                                               |

Второй сезон
| Актёр              | Роль                                                                 |
| ------------------ | -------------------------------------------------------------------- |
| Артём Анашкин      | Костя парень Жени                                                    |
| Владимир Пирожок   | Сергей Котов мэр города                                              |
| Илана Дылдина      | Юля Кардан сестра Сергея                                             |
| Илья Клюев         | Анатолий Кардан муж Юли                                              |
| Сергей Борисов     | полковник полиции начальник Анны                                     |
| Владимир Славский  | Миша исполнительный директор клиники Венишева, ученик Тамары Львовны |
| Марина Семяновская | Зоя Шагина бывшая сотрудница клиники Венишева                        |
| Наталья Батрак     | специалист органов опеки и попечительства                            |
| Инна Пешкова       | Екатерина Валерьевна коллега Марины, врач                            |

## Создание и релиз
По словам генерального продюсера сериала Данилы Шарапова, сценарий проекта создавался на протяжении шести лет. Роль следователя получил непрофессиональный актёр, магистр игры «Что? Где? Когда?» Андрей Козлов. Съёмки начались 3 августа 2021 года. Они проходили в Москве и Крыму и завершились 30 сентября 2021 года. Производством занимались кинокомпании «МТС Медиа» (дочерняя компания МТС) и «Медиаслово». Премьерный показ проходил на платформе онлайн-кинотеатра Kion с 18 марта по 15 апреля 2022 года.
Второй сезон вышел спустя два года. В нём, наряду с профессиональными актёрами, получили роли певица Диана Арбенина и журналистка Елена Ханга. Трейлер второго сезона был размещён на Ютьюбе 19 марта 2024 года. Показ первых двух серий нового сезона состоялся в Москве в кинотеатре «Каро 11 Октябрь» 20 марта. Премьерный показ на канале Kion проходил с 1 по 25 апреля.
В 2024 году состоялась телевизионная премьера «Обоюдного согласия» на Первом канале: первый сезон транслировали с 23 июня по 3 августа, второй — с 11 августа по 22 сентября.

## Музыка
Музыку для сериала подобрала Валерия Гай Германика, которая в своих проектах сама выступает в роли музыкального редактора. Для финальных титров каждого из эпизодов была выбрана одна песня. По признанию режиссёра, она «лет шесть-семь музыку не слушала, начала, когда сериал появился: пришлось». В числе исполнителей, чьи песни были отобраны для сериала, была приятельница Германики Наташа Трейя, а также исполнительница одной из главных ролей Алла Михеева, 19 апреля 2022 года записавшая свою дебютную песню специально для финального эпизода.
В сериале звучат композиции:
- (1 серия) Луна — «Лунные гипнозы»
- (2 серия) Лилу45 — «Восемь»
- (3 серия) Наташа Трейя — «Флэшбэки»
- (4 серия) PHARAON — «Давай останемся дома»
- (5 серия) VELDA — Make It Count
- (6 серия) Алла Михеева — «За секунду до»
- (7 серия) SAMRATTAMA — mama feat. papa
- (8 серия) NEMIGA — «Белым»
- (9 серия) TSOY — «Позови меня с собой (Cover)»
- (10 серия) Zoloto — «Останемся здесь»
- (11 серия) ManuKian Twins — Choo Zhie
- (12 серия) NEMIGA — «Нет печали»

## Оценки
Рецензент «Коммерсанта» Ксения Рождественская отметила шаблонность сюжета «Обоюдного согласия» и клишированность диалогов. Однако, по её словам, «сила Валерии Гай Германики в том, что она берёт клише, всех этих условных и вроде бы понятных персонажей, все эти надуманные, сконструированные тексты — и смотрит на них так внимательно, с такой звериной наивностью и таким недовольством, что герои начинают выламываться из штампов». Та же рецензентка считает очень убедительной игру Светланы Ивановой (главная героиня, жертва изнасилования) и Андрея Козлова (старый следователь). Последний, по словам Рождественской, «в этой роли так неловок и неуместен, что это, похоже, идеальный выбор».
Другие критики называют сильными сторонами сериала занимательную детективную составляющую, реалистичность происходящего на экране, актёрские работы, выносимый авторами приговор лицемерному обществу, а слабыми — прямолинейность в ряде высказываний и некоторую сюжетную вторичность. Прозвучало мнение о том, что Германика в «Обоюдном согласии» отошла от характерного для неё «сырого гиперреализма» и сняла «типичный российский сериал с узнаваемыми визуальными решениями и невыносимым саундтреком». Зинаида Пронченко («Афиша Daily») увидела в сериале «ходульность» идеологии (феминизм, месседж «не все женщины жертвы», дилемма между законом и справедливостью), полное равнодушие режиссёра к рассматриваемым темам, но главную проблему увидела в «максимальной приблизительности происходящего на экране». Сериал, по мнению Пронченко, не показывает реальную Россию, он «полностью состоит из следствий и не называет ни единой причины».
Катя Загвоздкина из «Форбс» в своей рецензии на второй сезон пишет о «почти документальной правдоподобности», которой Гай Германика добилась от актёров, о «потрясающей энергии и витальности» Марии Кончаловской, о «непринужденной комедийной харизме» Глеба Пускепалиса. Сериал она охарактеризовала как «захватывающий проект, один из лучших в своей категории, от которого, несмотря на тяжелую тему, сложно оторваться».
В 2023 году «Обоюдное согласие» получило Национальную премию в области многоканального цифрового телевидения «Большая цифра» в номинации «Оригинальные сериалы собственного производства драмы/мелодрамы» (за первый сезон).